# Биас, Фанни
Фанни́ Биа́с (фр. Fanny (Anne-Françoise) Bias, 3 июня 1789, Париж — 6 сентября 1825, там же) — артистка балета, солистка Парижской Оперы с 1807 по 1825 год. Наряду с Эмилией Биготтини — ведущая танцовщица периода Реставрации. Одна из первых балерин, освоившая танец на пуантах.

## Биография

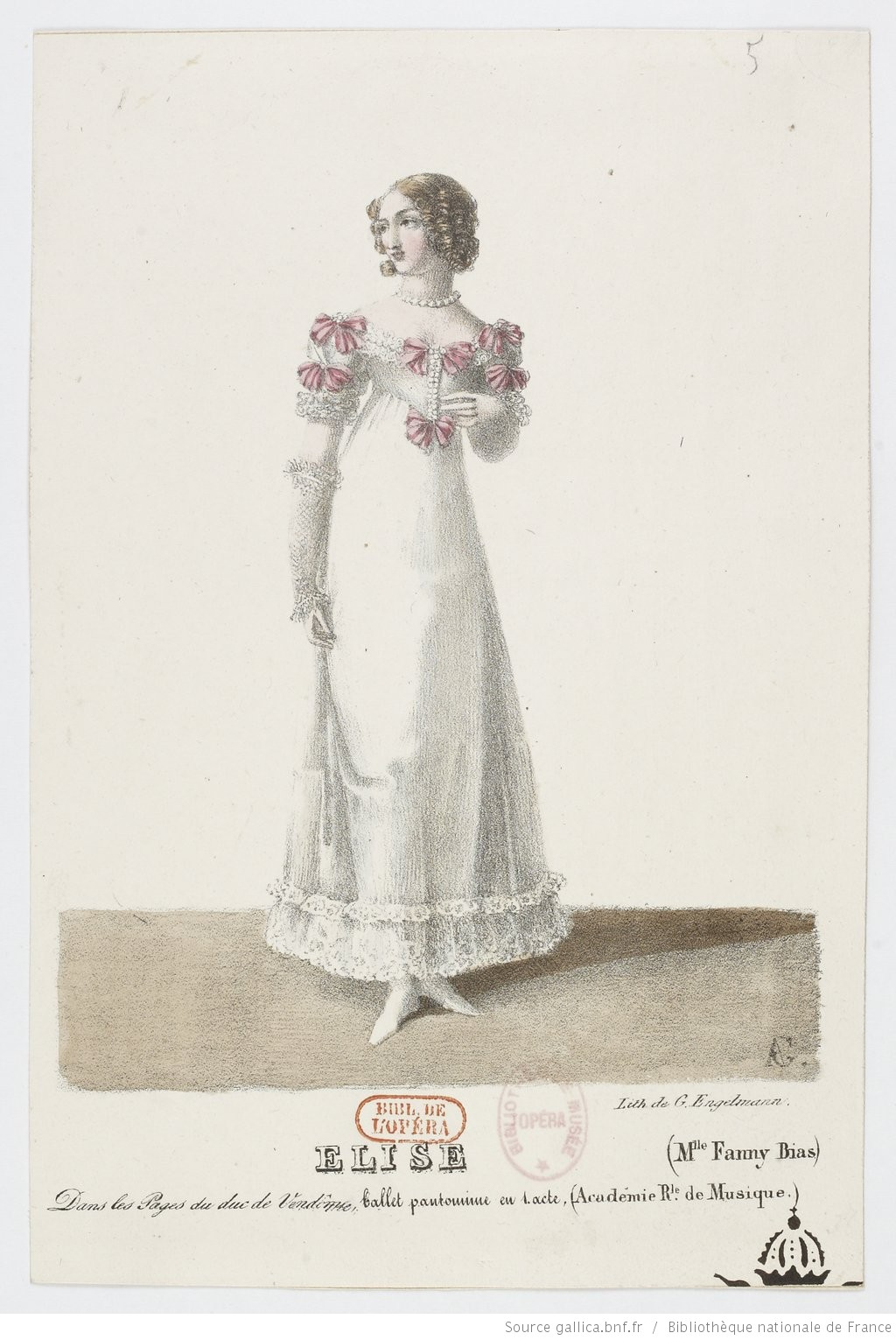
Эскиз костюма для Фанни Биас в роли Элизы, «Пажи герцога Вандомского». Литография Готфрида Энгельмана по рисунку Огюста Гарнере, 1820

Училась танцу у Луи Милона в школе Парижской Оперы. Ещё до выпуска, в 1806 году, главный балетмейстер театра Пьер Гардель отметил её как «хорошо сложенную молодую особу, с ладной фигурой, приятным личиком и полезным талантом»:388. Дебютировала в Опере в 1807 году, где вскоре стала второй солисткой (1808), затем первой солисткой (grand sujet, 1813), и, наконец, ведущей балериной (premier sujet, 1818).
Относясь к деми-характерным танцовщицам, хорошо владела отчётливой техникой танца и долго числилась среди виртуозок первого ряда:Кастиль-Блаз, 388. За свою особенную гибкость была прозвана «бескостной», её беглый и лёгкий танец сравнивали с полётом пчелы.
В 1818 году поэт Томас Мур посвятил балерине строчки в поэме «Семейство Фадж в Париже»:

Что за прелесть балет! о эльфы из сказки!
Летите ж к Титании выведать, есть ли в свите у ней
Хоть одна быстроногая нимфа, что сравнилась бы в танце
С божеством — Биготтини или с нежной Фанни Биас!
Фанни Биас во Флоре — что за милашка!
Можно поклясться,
Когда лёгкие ножки её мелькают вокруг,
Что шаги её светят, что дом её — воздух
И она только par complaisance коснулась земли.— Перевод В. М. Красовской:389
Фанни Биас была одной из первых балерин, кто украсил свой танец отдельными позами на пальцах. В 1819 году она вместе с Жозефом Мазилье гастролировала в Лионе, где их танец ребёнком видел Жюль Перро:250. В 1821 году выступала в Лондоне на сцене Королевского театра, где также танцевала на пуантах: на литографии Ж.-Ф. Вальдека (1821) Биас изображена в уверенной позе на пальцах в V позиции.
Умерла в Париже в возрасте 36 лет.

## Репертуар
Чаще всего выступала в дивертисментах, позволявших продемонстрировать её блестящую танцевальную технику.
- ? — Флора, «Психея» Пьера Гарделя (Психея — Эмилия Биготтини).
- 19 июня 1820 — pas de trois бродячих комедиантов (с Антуаном Полем и Лиз Нобле), премьера балета Луи Милона «Клари, или Обещание женитьбы».
- 18 октября 1820 — Элиза, премьера балета Жан-Пьера Омера «Пажи герцога Вандомского», музыка Адальберта Гировеца.

## Признание
В честь балерины назван сорт розы, выведенный французским ботаником и селекционером Ж.-П. Вибером в 1819 году.